# Сіпарая яванська
Сіпарая яванська (Aethopyga eximia) — вид горобцеподібних птахів родини нектаркових (Nectariniidae). Ендемік Індонезії.

## Поширення й екологія
Яванські сіпараї є ендеміками острова Ява. Живуть у тропічних вологих гірських лісах і чагарниках на висоті від 1200 до 3000 м над рівнем моря.